# کلودیو کافیرو
کلودیو کافیرو (انگلیسی: Claudio Cafiero؛ زادهٔ ۱۹ سپتامبر ۱۹۸۹) بازیکن فوتبال اهل ایتالیا است.
از باشگاه‌هایی که در آن بازی کرده‌است می‌توان به باشگاه فوتبال کروتونه، باشگاه فوتبال آ.اس. رم، و باشگاه فوتبال لاتینا اشاره کرد.
وی همچنین در تیم‌های ملی فوتبال زیر ۱۷ سال ایتالیا بازی کرده‌است.